# Ludovico Madruzzo
Ludovico Madruzzo, ou von Madrutsch (né à Trente, dans la principauté épiscopale de Trente, en 1532, et mort à Rome le 20 avril 1600) est un cardinal du XVIe siècle. Il est le neveu du cardinal Cristoforo Madruzzo (1542) et l'oncle du cardinal Carlo Gaudenzio Madruzzo (1604).

## Repères biographiques
Madruzzo est chanoine à Bressanone (1545) et à Trente (1550) et prévôt de S. Vito d'Elvangen en 1551.
Mgr Madruzzo est créé cardinal par le pape Pie IV lors du consistoire du 26 février 1561. Il participe au concile de Trente en 1562-1563 et est chargé de la rédaction du décret sur la résidence des évêques. Il est élu prince-évêque de Trente en succession de son oncle Cristoforo Madruzzo en 1567.
Sous les accords entre Bernardo Clesio et Cristoforo Madruzzo, le diocèse a gagné beaucoup d'indépendance du Tirol, ce qui mène à un combat entre Madruzzo et l'archiduc d'Autriche Ferdinand II, le futur empereur. L'archiduc envahit le territoire trentin en 1567 et Madruzzo déménage à Rome. Lors de la diète de Spire de 1587, Trente récupère son autorité.
Le cardinal Madruzzo participe au conclave de 1565-1566 (élection de Pie V), de 1572 (élection de Grégoire XIII), de 1585 (élection de Sixte V), aux deux conclaves de 1590 (élection d'Urbain VII et de Grégoire XIV), de 1591 (élection d'Innocent IX) et de 1592 (élection de Clément VIII). Madruzzo est camerlingue du Sacré Collège. Il présente le véto du roi d'Espagne lors de cinq conclaves. Madruzzo est appelé "Il Padre dei poveri" à cause de sa générosité pour les pauvres.